# Crawling
Crawling è un singolo del gruppo musicale statunitense Linkin Park, pubblicato il 1º maggio 2001 come secondo estratto dal primo album in studio Hybrid Theory.
Nel 2002 il singolo ha vinto il Grammy Award alla miglior interpretazione hard rock.

## Descrizione
Il brano nacque dalla rielaborazione della parte finale di Blue, brano rap rock realizzato nel 1998 durante le registrazioni di Hybrid Theory ma in seguito scartato, come spiegato dal rapper Mike Shinoda all'interno dell'EP Underground Eleven, nel quale il demo è presente:
Il testo del brano accenna al passato difficile del cantante Chester Bennington, in particolare al suo mancato controllo in termini di droghe e alcol, ed è cantato quasi interamente da quest'ultimo, con Mike Shinoda che ripete soltanto alcune frasi poco prima del ritornello.

### Altre versioni e cover
Crawling è stata remixata da Shinoda con il titolo Krwlng per l'album di remix Reanimation, pubblicato nel 2002. Questa versione è caratterizzata da una lunga introduzione composta da un violino e da un violoncello, curata dal bassista Phoenix. A questa versione ha partecipato anche Aaron Lewis degli Staind.
La versione originale inoltre è stata reinterpretata dal gruppo musicale tedesco Angelzoom nel 2004. In seguito alla morte di Bennington, avvenuta il 20 luglio 2017, il brano è stato reinterpretato dal vivo dai Coldplay in sua memoria. Durante il concerto tributo a Bennington tenuto a Los Angeles i Linkin Park hanno eseguito il brano insieme a Zedd alla batteria e Oliver Sykes dei Bring Me the Horizon alla voce.

## Video musicale
Il video, diretto dai fratelli Strause, mostra la storia di una ragazza vittima di violenze (interpretata dalla modella Katelyn Rosaasen). Nel video appare per la prima volta il bassista Phoenix, tornato nei Linkin Park a novembre 2000. Inoltre è possibile vedere Shinoda suonare la chitarra elettrica, sebbene nella versione in studio tutte le parti di chitarra siano state eseguite dal solo Brad Delson.

## Tracce
Testi e musiche dei Linkin Park.
CD promozionale (Europa, Stati Uniti)
1. Crawling – 3:29

CD promozionale (Brasile)
1. Crawling – 3:29
2. In the End – 3:36
3. Crawling (Video) – 3:36

CD promozionale (Giappone)
1. Crawling – 3:29
2. One Step Closer – 2:35

CD singolo (Europa), MC (Regno Unito)
1. Crawling – 3:31
2. Papercut (Live from the BBC) – 3:08

CD maxi-singolo (Europa)
1. Crawling – 3:31
2. Papercut (Live from the BBC) – 3:08
3. Backstage Video Footage (Video) – 9:55

DVD (Australia, Germania, Giappone, Regno Unito)
1. Crawling (Live Video) – 3:31
2. Crawling (Album Version) – 3:31 – audio
3. 4x30 Second Live Video Snippets – 2:00

## Formazione
Hanno partecipato alle registrazioni, secondo le note di copertina di Hybrid Theory:
Gruppo
- Chester Bennington – voce
- Rob Bourdon – batteria, cori
- Brad Delson – chitarra, basso, cori
- Joseph Hahn – giradischi, campionatore, cori
- Mike Shinoda – rapping, voce, beat, campionatore

Produzione
- Don Gilmore – produzione, ingegneria del suono
- Jeff Blue – produzione esecutiva
- John Ewing Jr. – ingegneria del suono aggiuntiva, Pro Tools
- Mike Shinoda – assistenza Pro Tools
- Matt Griffin – assistenza tecnica
- Steve Sisco – assistenza al missaggio
- Andy Wallace – missaggio
- Brian "Big Bass" Gardner – mastering, montaggio digitale

## Classifiche
| Classifica (2001-17)             | Posizione massima |
| -------------------------------- | ----------------- |
| Australia                        | 33                |
| Austria                          | 8                 |
| Belgio (Fiandre)                 | 25                |
| Francia                          | 106               |
| Germania                         | 14                |
| Irlanda                          | 16                |
| Nuova Zelanda                    | 37                |
| Paesi Bassi                      | 45                |
| Regno Unito                      | 16                |
| Regno Unito (rock & metal)       | 2                 |
| Stati Uniti                      | 79                |
| Stati Uniti (alternative)        | 5                 |
| Stati Uniti (mainstream rock)    | 3                 |
| Stati Uniti (rock & alternative) | 8                 |
| Svezia                           | 27                |
| Svizzera                         | 43                |
| Ungheria                         | 30                |

## Versione diOne More Light Live
Il 15 novembre 2017 i Linkin Park hanno pubblicato una versione dal vivo di Crawling come primo singolo estratto dal terzo album dal vivo One More Light Live.
Questa versione differisce da quella originale in quanto è stata eseguita dai soli Bennington alla voce e Shinoda al pianoforte. Inizialmente distribuito digitalmente, il singolo è stato diffuso anche nelle stazioni radiofoniche a partire dal 24 dello stesso mese.

### Video musicale
Il video, diretto da Mark Fiore e girato in bianco e nero, è stato reso disponibile il 4 dicembre 2017 attraverso il canale YouTube del gruppo.

### Tracce
1. Crawling (One More Light Live) – 3:29

### Formazione
Hanno partecipato alle registrazioni, secondo le note di copertina di One More Light Live:
Gruppo
- Chester Bennington – voce
- Mike Shinoda – tastiera

Produzione
- Brad Madix – registrazione
- Ethan Mates – missaggio
- Josh Newell – montaggio Pro Tools
- Michelle Mancini – mastering